# Artistisk gymnastik

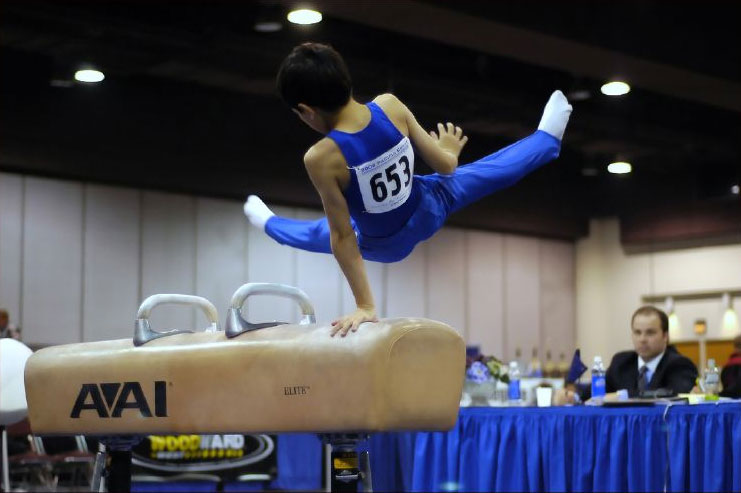
Pojkgymnast på bygelhäst.

Artistisk gymnastik, redskapsgymnastik, är en disciplin inom tävlingsgymnastiken där gymnasten utför olika program med hjälp av ett antal redskap. Andra typer av gymnastik är rytmisk gymnastik och truppgymnastik.
Den artistiska gymnastiken delas in i disciplinerna manlig artistisk gymnastik (MAG) och i kvinnlig artistisk gymnastik (KvAG). Det finns många likheter mellan dessa båda discipliner, men också betydande skillnader.

## Redskap

### Olika för män och kvinnor
Manlig artistisk gymnastik (MAG)
I manlig artistisk gymnastik ingår de sex olika redskapen fristående, bygelhäst, ringar, hopp, barr och räck. Herrarnas barr har två parallella holmar på samma höjd och kallas även parallellbarr.
Kvinnlig artistisk gymnastik (KvAG)
I kvinnlig artistisk gymnastik finns fyra redskap: hopp, barr, bom och fristående. Dambarren skiljer sig från herrbarren genom att dambarrens två holmar sitter på olika höjd, vilket kallas dubbelbarr. Damernas fristående utförs till instrumental musik, till skillnad från herrarnas. Varje fristående ska vara minst 1 minut och 30 sekunder och innehålla minst 3 voltlängor, allra helst både bakåt- och framåtlängor, fristående ska innehålla akrobatiska hopp, till exempel sax-lantmätarhopp.

## Redskapens karaktär
Varje redskap har sin karaktär. I friståendet skall till exempel både smidighet, styrka och utstrålning visas.
Bommen är 10 cm bred, 5 m lång och är 125 cm hög. Barren är 2 holmar som akrobatik görs mellan. Hopp sker numera på ett så kallat hoppbord eller pegasus. Före 2004 användes en hopphäst. Friståendet kan liknas vid akrobatisk dans.

## Risker
Precis som allt idrottande på elitnivå har den artistiska gymnastiken skador. Viss forskning har visat att 70 procent av skadorna är av lättare karaktär. De mest utsatta tillfällena är under friståendeövningar och då särskilt vid landningar.
Biverkningar av sporten som yttrar sig i hämmad tillväxt har även påvisats. Tillväxten hos barn hämmas under perioder av intensiv träning för att sedan accelerera under viloperioder. Det är dock tveksamt om denna accelererade tillväxt är tillräcklig för att helt kunna motverka den inbromsning som sker under aktivt utövande på elitnivå, vilket således kan få till följd att barn som tränat intensivt under sin uppväxt ej når sin mållängd.
Effekter som påvisats vid intensiv träning inom den artistiska gymnastiken är hur positivt detta påverkar skelettets förbening. Detta minimerar till exempel risken för benskörhet då densiteten på skelettet ökar.